# Philipp Eisenberger der Jüngere

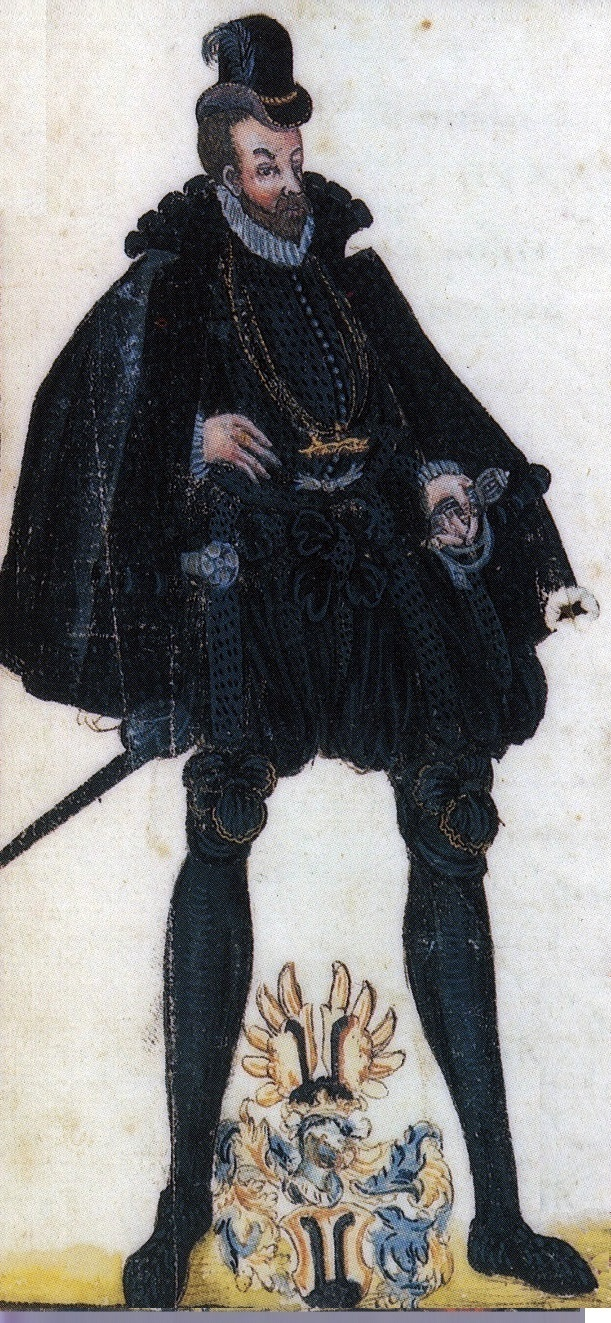
Philipp Eisenberger jun. im Alter von 29 Jahren (Chronik Eisenberger 1593)

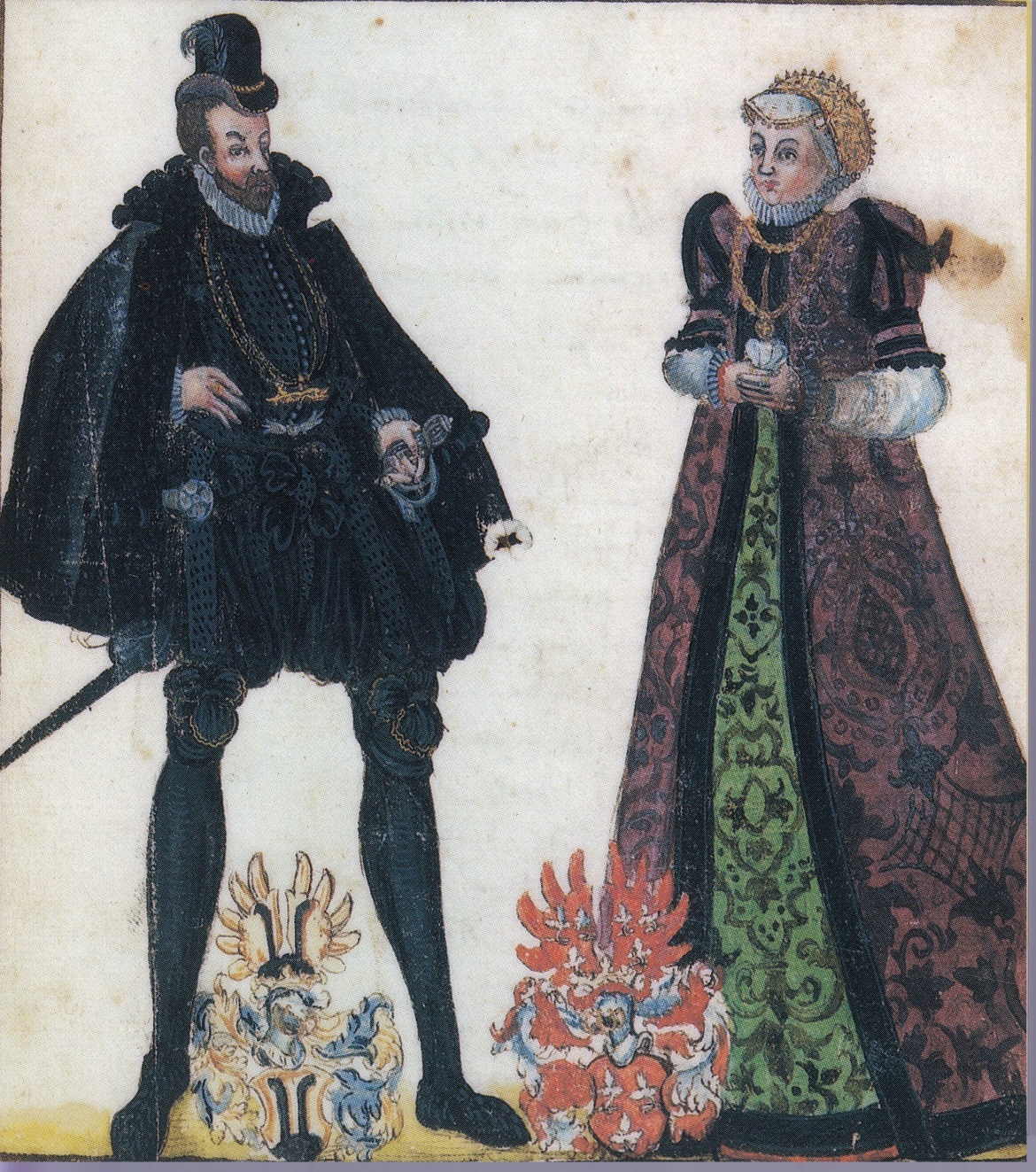
Philipp Eisenberger junior und Catharina Brommin seine eheliche hausfraw

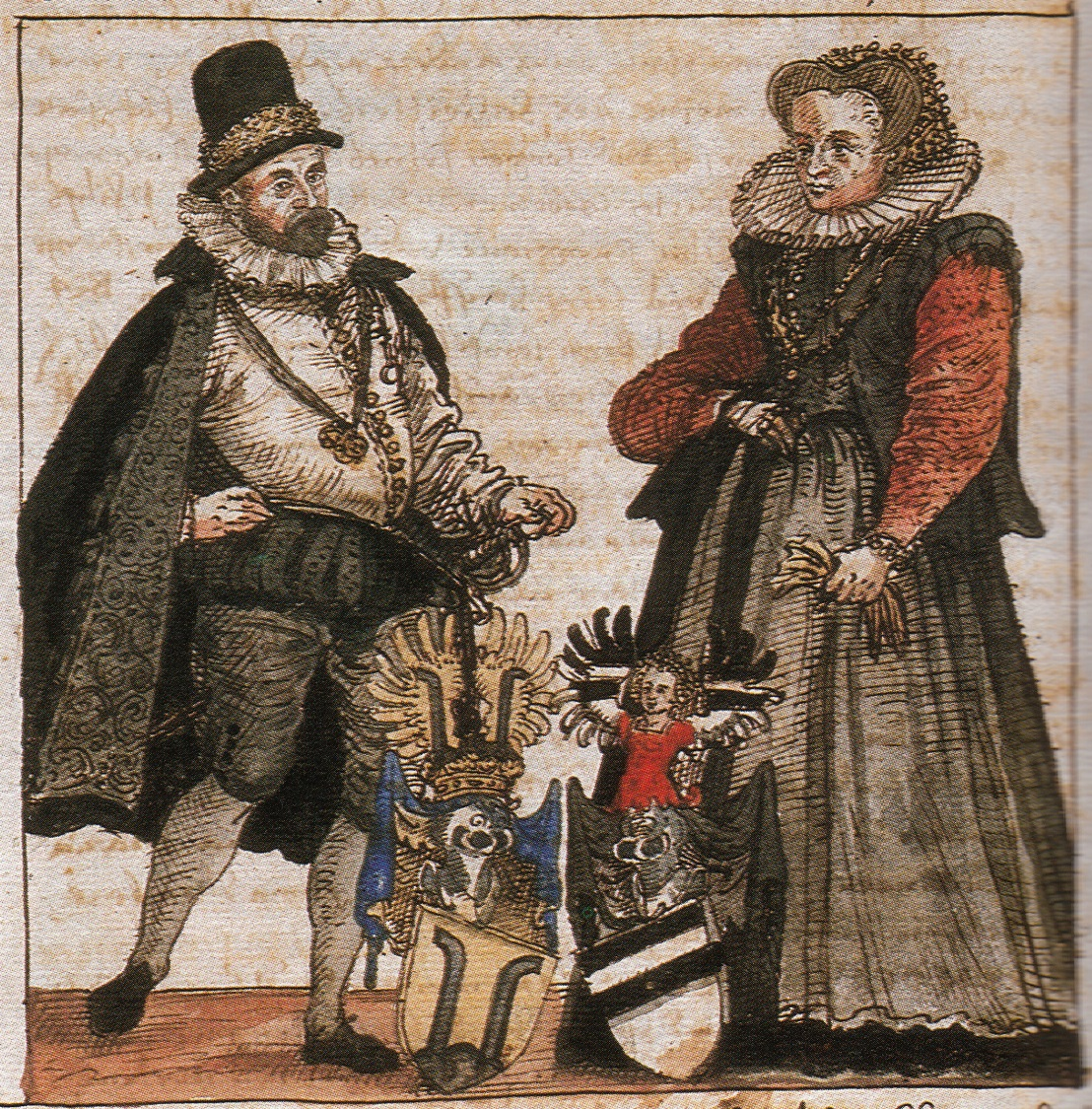
Philipp von Eisenberg und Margaretha von Meckenheim

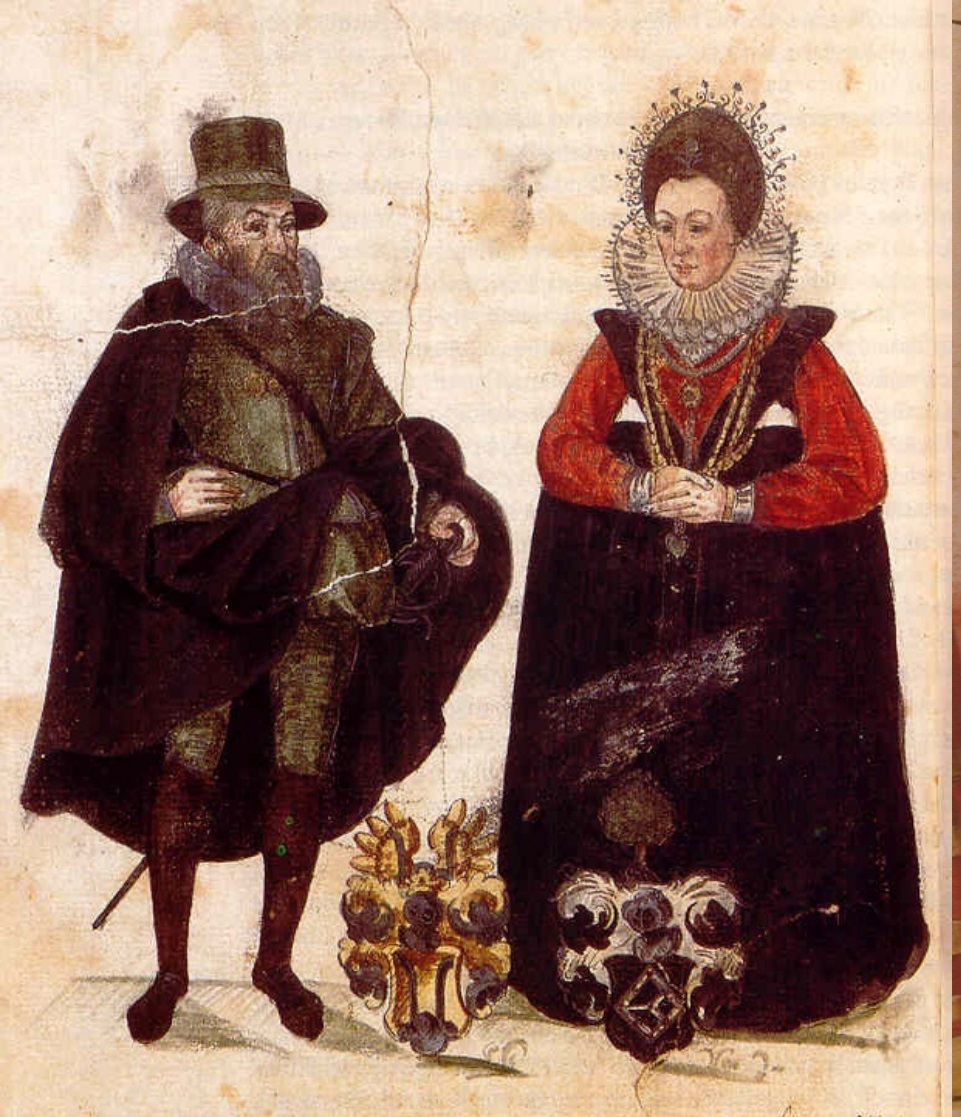
Philipp von Eisenberg und Juliana von Schmittburg, seine dritte Frau

Philipp Eisenberger der Jüngere (* 22. Oktober 1548; † 6. August 1607 in Ortenberg) aus einer hessischen Adelsfamilie, Familienforscher und Jurist verfasste ab 1593 Die Chronik Eisenberger, er gehörte zum Frankfurter Patriziat und war Mitglied der Gesellschaft Alten Limpurg in Frankfurt am Main.

## Leben
Philipp Eisenberger war der Sohn der Ortenberger Amtmanns Philipp Eisenberger, genannt der Ältere (* 15. Dezember 1499; † 15. März 1563 in Ortenberg) und dessen zweiter Ehefrau Elisabeth Eisenberger (* 7. November 1521; † 28. Juni 1556 in Gedern) aus der Gederner Linie der Eisenberger. Er wuchs mit sechs Halbgeschwistern und drei Geschwistern auf. Als er fünf Jahre alt war, starb seine Mutter, mit vierzehn Jahren verlor er seinen Vater. Der Stiefbruder Johann Thomas Eisenberger (* 17. Dezember 1532; † 24. April 1575 in Aschaffenburg) übernahm die Vormundschaft für die noch unmündigen Geschwister. Er unterstützte Philipps zehnjähriges Jurastudium (1565–1575) an den Universitäten von Marburg, Jena, „Alma Mater Leucorea“ Wittenberg, Leipzig und Ingolstadt.
Philipp nutzte sein Studium nicht, er heiratete am 24. Juni 1577 in Frankfurt Catharina Bromm (* 29. April 1555 in Frankfurt; † 11. August 1594 in Mainz), sie entstammte dem Frankfurter Patriziat und wohnte ab 1577 in Mainz im ererbten Haus „zur Archen und zum Greifen“ und lebte vom Ererbten. Mit dieser Heirat war Philipp Eisenberger in die besten Kreise Frankfurts vorgestoßen. Er bemühte sich auch um keine Anstellung, sein Mentor Stiefbruder Johann Thomas war 1575 verstorben. Mit dem Ansehen seiner Frau bewarb er sich 1578 um Aufnahme in die Gesellschaft Alten Limpurg, der er bis 1598 angehörte. 1588 wird das erste Kind geboren, ein Sohn der aber bei der Geburt verstarb. Am 7. Juli 1589 kam Tochter Anna Elisabeth zur Welt; sie heiratete am 24. August 1607 Conrad Nicklaus von Kellenbach (1582–1647) und verstarb am 4. Juni 1632 in Ortenberg als letzte des Namens Eisenberger. Philipp Adolff, das dritte Kind, geboren am 28. März 1594, verstarb am 27. Mai 1599 und wurde im Grab seiner Mutter in der Kirche St. Christoph (Mainz) beigesetzt.
Der Witwer mit zwei kleinen Kindern heiratete am 6. Juni 1595 im pfälzischen Lambsheim Margarethe von Meckenheim (* 30. August 1568; † 26. Januar 1603 in Mainz), beigesetzt im Peterskirchhof in Frankfurt, von pfälzischem Niederadel, war vor ihrer Ehe elf Jahre Hofjungfrau an den Höfen verschiedener Gräfinnen und Erzieherin von deren Kindern. der Sohn Sebastian Melchior Eisenberger (* 10. Dezember 1596 in Frankfurt; † 15. Februar 1597, ebenda) und Tochter Anna Maria Eisenbergerin (* 19. August 1599 in Frankfurt; † 2. Oktober 1597, ebenda) infolge einer Masernepidemie und wurden beide im Peterskirchhof im Grab ihrer Mutter beigesetzt.
In dritter Ehe heiratete Philipp Eisenberger der Jüngere am 22. August 1603 Anna Juliana von Schmittburg, geboren 1572 aus niederem Adel im Hunsrück. Nach dem Tode ihres Mannes lebte die Witwe in Mainz; 1632 floh sie aus der von schwedischen Truppen besetzte Stadt. Mit ihrem Schwiegersohn Conrad Nicklaus von Kellenbach, der das eisenbergische Erbe übernommen hat, prozessierte 1636–1643 wegen ihres Unterhalts; zuvor schrieb die mittellose Witwe zahlreiche Bettelbriefe an ihren Schwiegersohn. Verarmt kehrte sie 1642 nach Mainz zurück, wo sie ein Jahr später im einundsiebzigsten Lebensjahr verstarb. Sie wurde, wie die erste Frau Eisenbergers in der Kirche St. Christoph in Mainz beigesetzt.

## Die Chronik Eisenberger
Das im Studium erworbene juristische Fachwissen setzte Philipp Eisenberger in der Bewahrung und Erhaltung seines Erbes ein. Seine Haupttätigkeit war die Familienforschung. Nach und nach starben die Familienzweige der Eisenberger aus. Nachdem auch sein Stiefbruder Johann Thomas 1575 verstarb, übernahm er als „Ältester“ die Verantwortung für das Haus Eisenberger. Zunächst verfasste er ein „Eisenbergsches Buch“, eine Akten- und Urkundensammlung der väterlichen Vorfahren, dem ein „Brommsches Buch“ über die mütterlichen Vorfahren und das Frankfurter Patriziat folgte. Als weiteres Werk ein Eisenbergersches Sal- und Lehenbuch, welches von alter Handt geschrieben, in weiß Pergament eingebunden, und mit dem Eysenberischen Schildt, wie auch mit der aufschrifft Lehenbuch auf der rechten seiten außwendig bezeichnet ist;. Es diente nach dem Dreißigjährigen Krieg zu Rekonstruktion und Beweis der Geschichte des Kurmainzer Lehens der Eisenberger zu Massenheim.
Eine stattliche Aktensammlung ergab der Streit um das Gederner Erbe. Nach dem Freitod Johann Eisenbergers (1514–1556) und dem, im Streit mit der Mutter das Elternhaus verlassene, Sohn Jakob Eisenberger (* 1548 und nach 1573 verschollen), wurde das Erbe von den Grafen von Stolberg eingezogen. Die Rückgabe beschäftigte auch den „Juristen“ Philipp Eisenberger bis zu seinem Tode. Einem für die Stolbergs günstigen Vergleich vor dem Reichskammergericht musste sein Schwiegersohn Conrad Nicklaus von Kellenbach zustimmen.
Sein Hauptwerk war Die Chronik Eisenberger. Hier beschreibt Philipp Eisenberger umfangreich und detailgetreu Herkunft, genealogische Abfolge und die engere Familiengeschichte (Ortenberger Linie), des Weiteren Stammvater Peter I. Eisenberger (um 1409–1588) und die Linien Gedern und Hofheim mit genealogischen Übersichten. Illustriert wird das Werk mit Familienwappen, Porträts und zeitgenössischen Bildern.
Nach seinem Tode setzt Schwiegersohn Conrad von Kellenbach mit kurzen Nachträgen die Chronik fort und gibt diese 1640 an Anton Wolff zur Todenwarth. Heute befindet sich das Original in der Graf von Schönbornschen Schlossbibliothek Schloss Weißenstein in Pommersfelden.

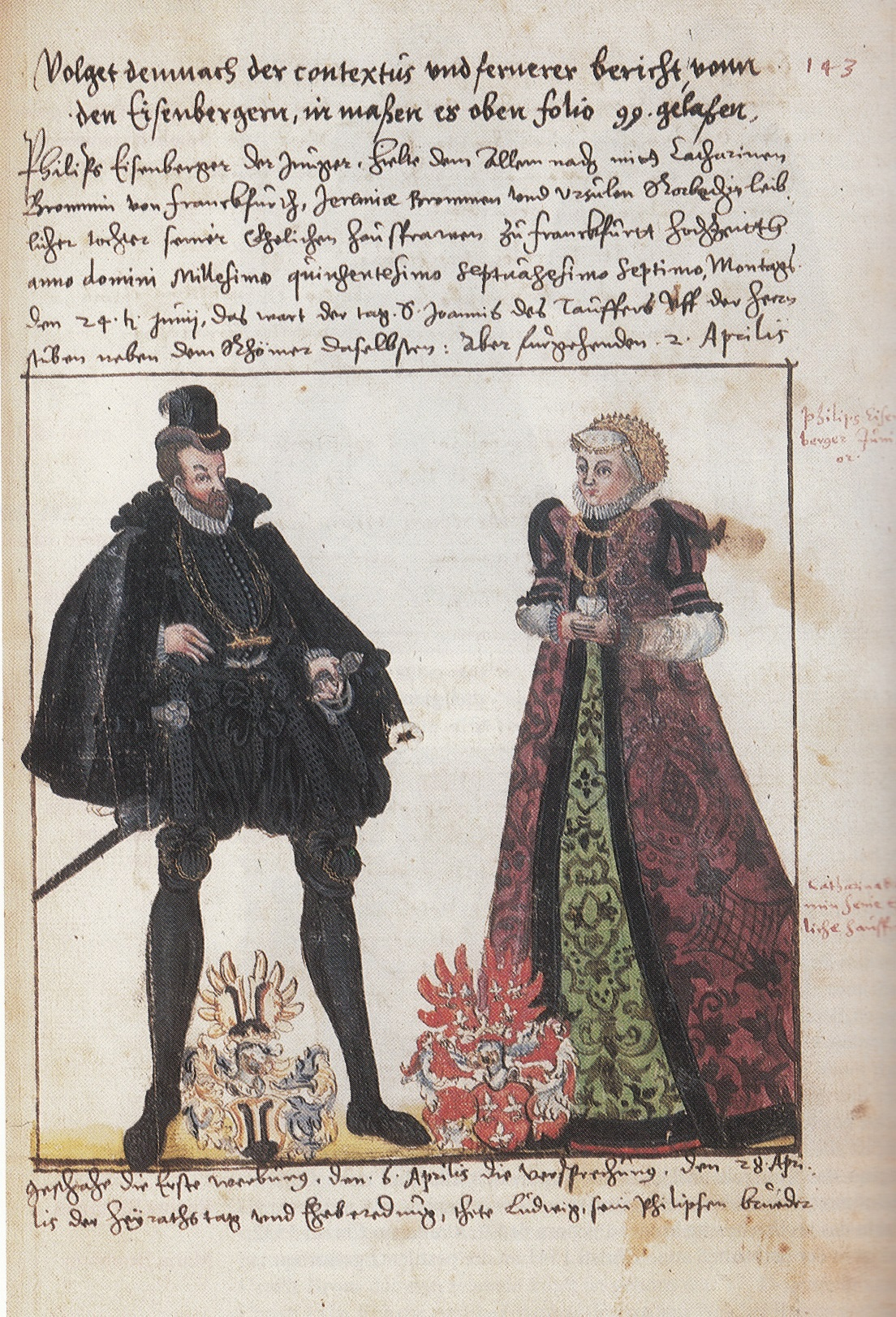
Originalseite aus der Chronik Eisenberger
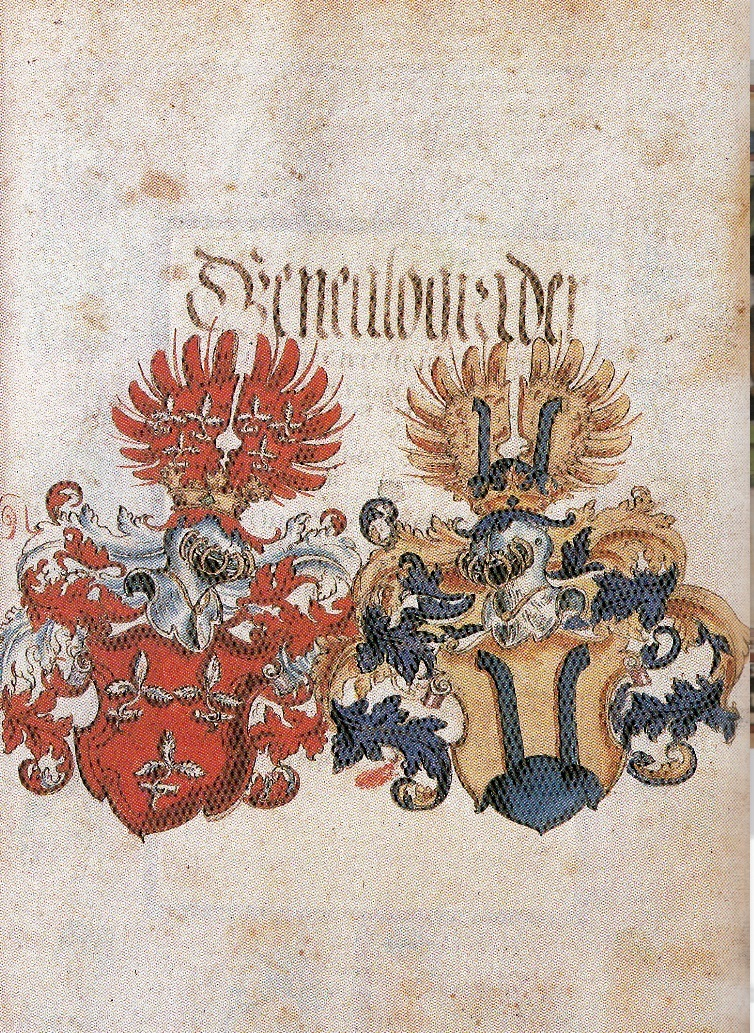
Allianzwappen Eisenberger – Bromm
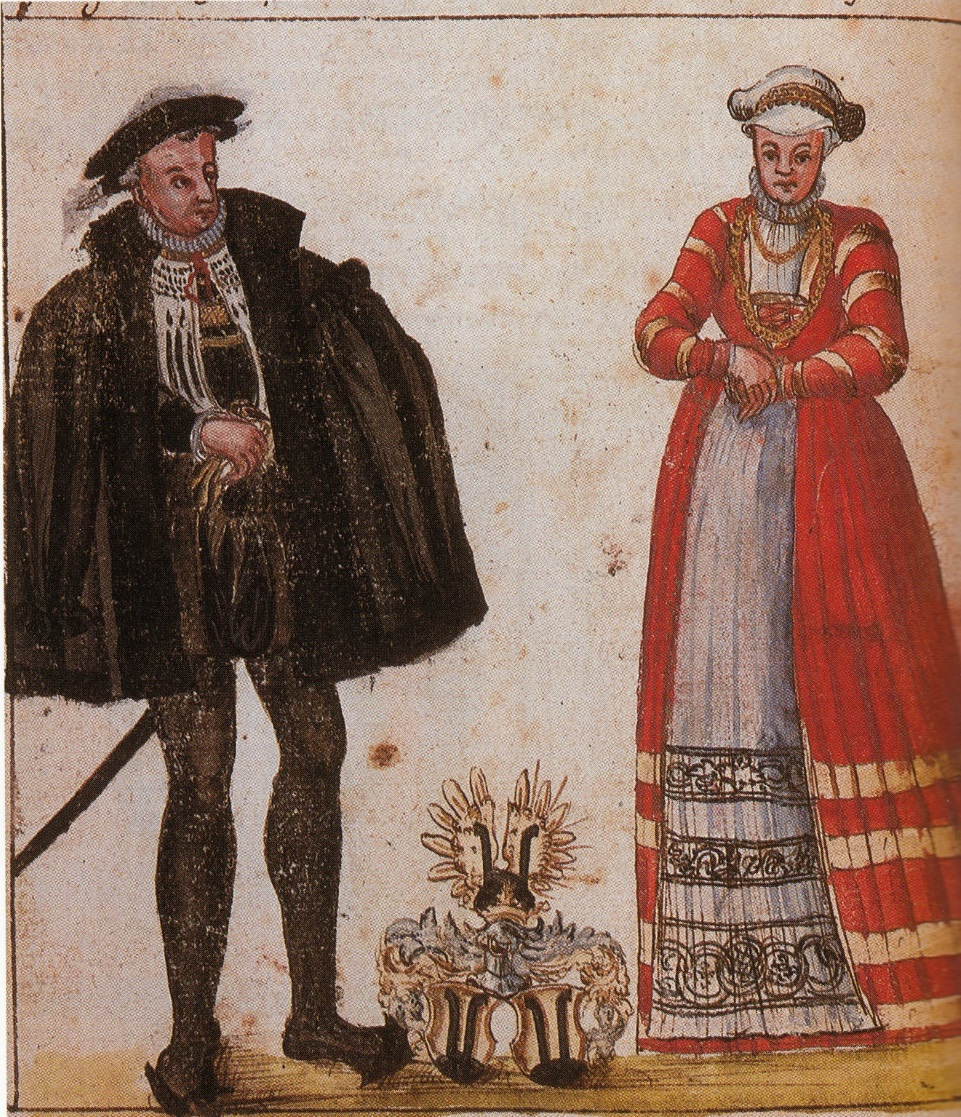
Eltern: Philipp Eisenberger der elter und Elisabeth Eisenbergerin seine hausfraw
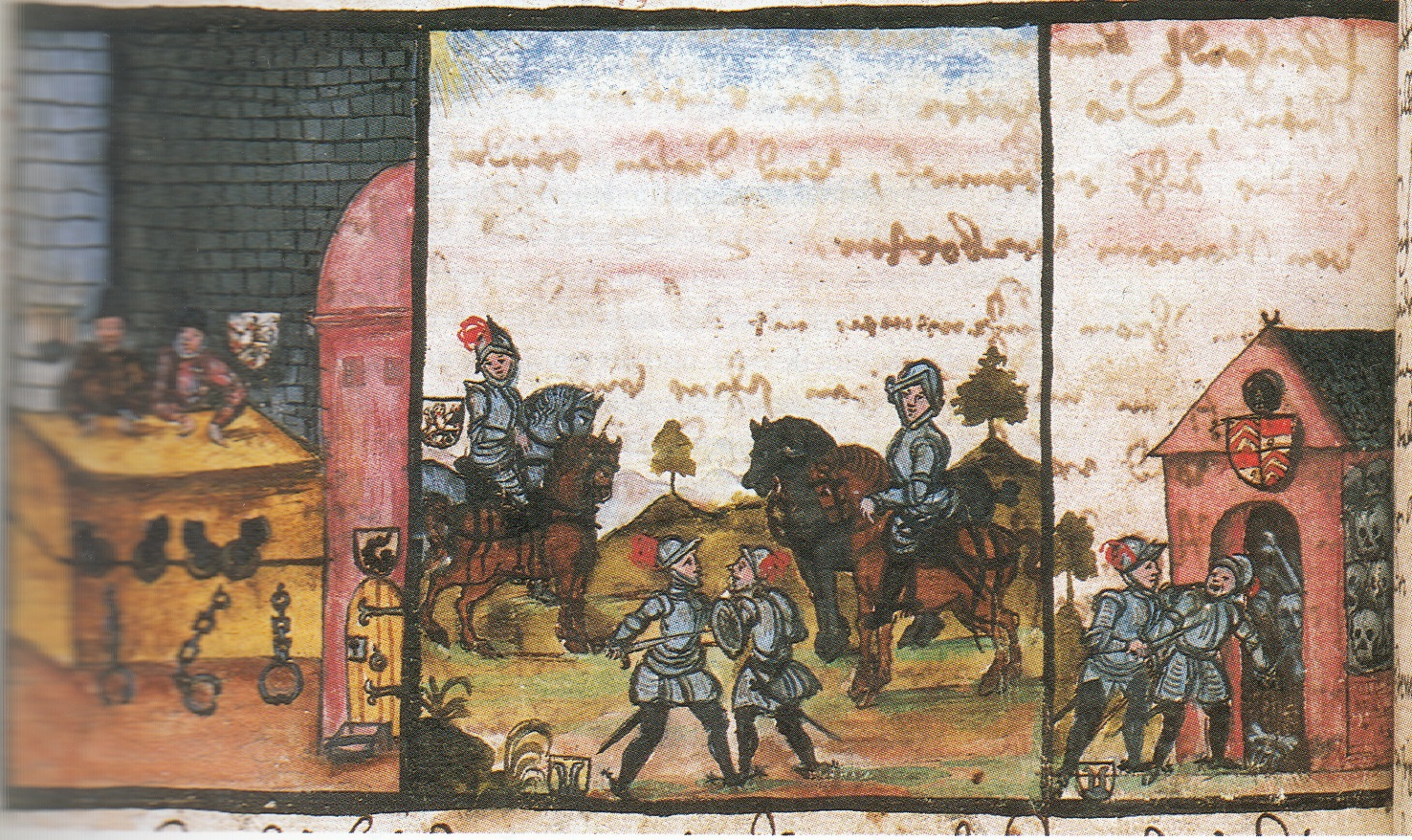
Die Schwäger im Stock-Kampf – Hen Eisenberger ersticht seinen widersacher
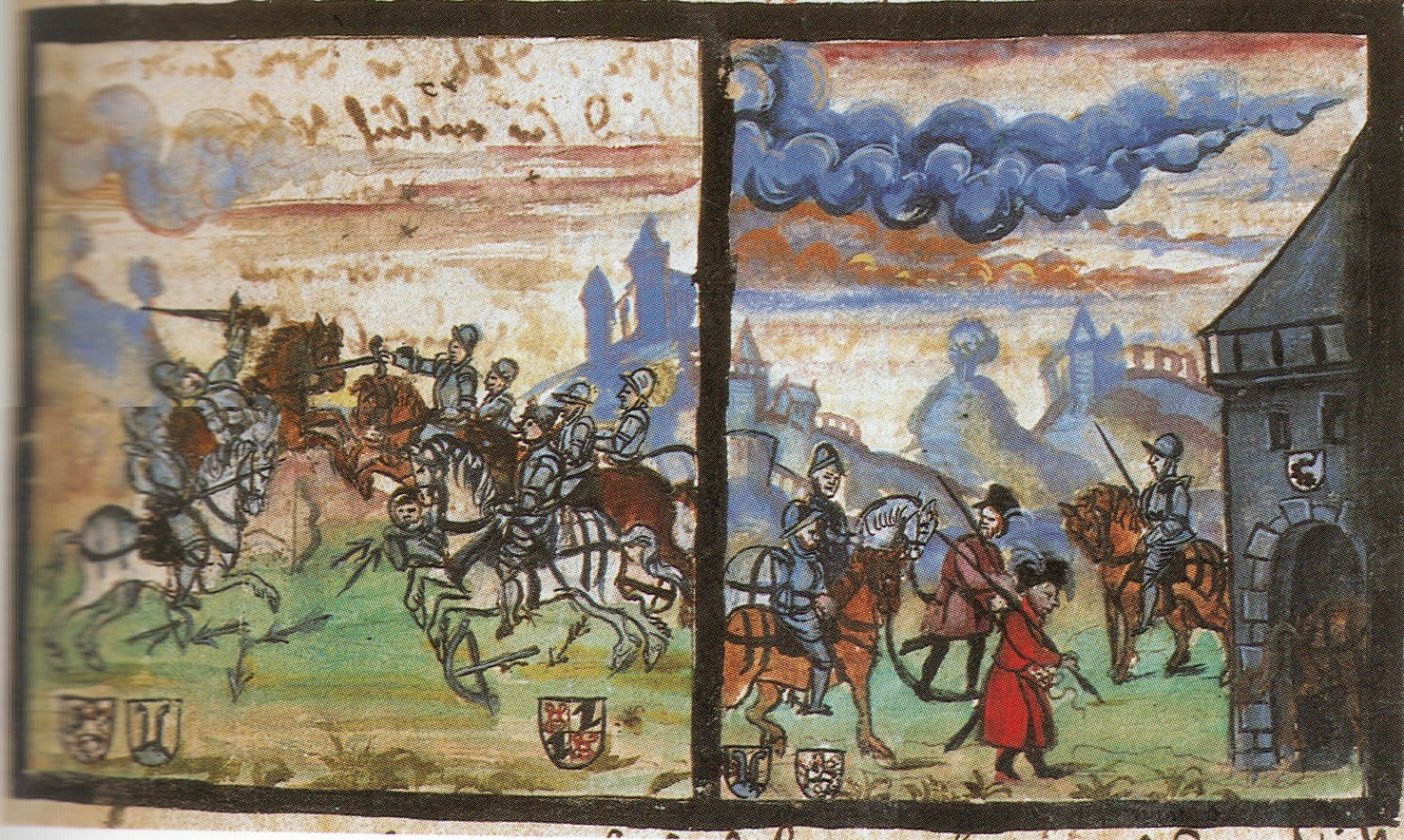
Hen Eisenberger und Engelhart von Langsdorf werden gefangen

Philipp der Jüngere Eisenberger erkrankte an der Pest und starb am 15. März 1563 in Ortenberg.
Zitat:
nun sei ihm vor etzlichen wochen die pest ins hauß kommen, darumb er gehen Meintz in seine behausung geflohen […] und daselbst an der pest gestorben